# Papeterie de la Brugère

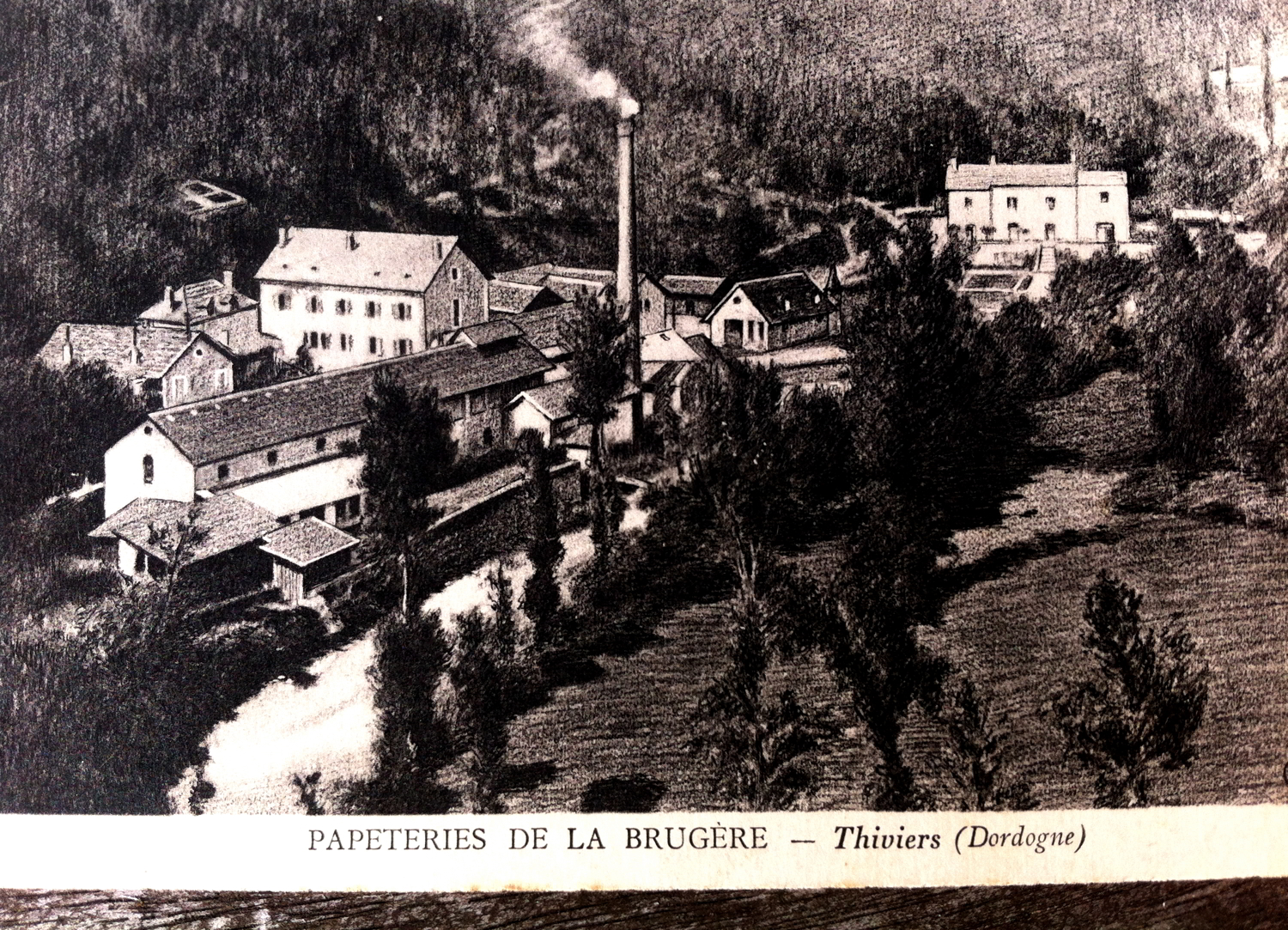
Carte postale de la Papeterie de la Brugère

L’ancienne papeterie de La Brugère est un moulin à eau datant du XVIe siècle située dans la commune de Nantheuil dans le département de la Dordogne dans la région Aquitaine en France.

## Historique
Plus ancien moulin de la région de Thiviers, établi sur l'Isle vers 1560, avec comme nom Moulin de Gobiliou Roze, il devint peu après Moulin de l’Abime, puis en 1650 de La Brugère nom qu’il porte encore aujourd’hui.
Réputé pour son papier, un superbe vergé blanc laiteux, son premier titre de gloire fut de fournir en 1580, le papier nécessaire à l’édition originale des Essais de Montaigne, tirés à Bordeaux par Simon Millanges, imprimeur du Roi,.
« Au XVIIIe siècle, les marchands hollandais d’Angoulême feront petite gloire et fortune aux papetiers du haut Périgord. En 1950, l’éditeur Flammarion exige le papier de chiffon vergé antique de La Brugère pour une luxueuse édition de Colette ! Ce fut un chant du Cygne, La Brugère s’éteignit comme avant lui une Kyrielle de moulins de poche dirigés par d’humbles dynasties de papetiers, tels les Dieuaide, présents sur plus de quatre siècles en Limousin Périgord »